# Livermore, Kentucky
Livermore är en stad (city) i McLean County i delstaten Kentucky, USA. 2010 hade staden 1 365 invånare.